# Jakub Potocki (pisarz polny koronny)
Jakub Potocki herbu Pilawa (ur. w 1638, zm. 27 kwietnia 1671) – pisarz polny koronny w latach 1664-1671, strażnik koronny w latach 1661-1664, starosta tłumacki w 1662 roku, starosta chmielnicki w latach 1665-1671, starosta krasnopolski.
Syn Mikołaja hetmana wielkiego koronnego, brat Dominika podskarbiego nadwornego koronnego, Stefana starosty niżyńskiego, Piotra wojewody Bracławskiego i Mikołaja generała ziem podolskich.
Pełnił urząd pisarza polnego koronnego od 1664 roku. Był też starostą: tłumackim, chmielnickim i Krasnopolskim.
Podczas Potopu dowodził pułkiem jazdy (ok. 500-600 koni) w dywizji Czarnieckiego – wziął udział, m.in. w bitwach pod Warką i Kłeckiem.
Poseł sejmiku halickiego na sejm 1661 roku i sejm nadzwyczajny 1668 roku, poseł na sejm 1662 roku.
Po abdykacji Jana II Kazimierza w 1668 roku, popierał do polskiej korony kandydaturę francuskiego księcia Wielkiego Kondeusza. Był elektorem Michała Korybuta Wiśniowieckiego w 1669 roku z ziemi halickiej.
Poseł na sejm nadzwyczajny 1670 roku z województwa bracławskiego.